# Callinico di Alessandria
Papa Callinico, al secolo Konstantinos Kyparissis (in greco Καλλίνικος; Skotina, 1800 – Mitilene, 12 luglio 1889), è stato papa e patriarca greco-ortodosso di Alessandria e di tutta l'Africa tra il 1858 e il 1861.

## Biografia
Nacque a Skotina, in Pieria, nel 1800, figlio di una grande famiglia ecclesiastica con una presenza continua nella Chiesa dal XVI secolo all'epoca contemporanea. Da giovane, nel 1818, si unì al monastero di Olimpiotissi nella zona di Elassona, dove completò la sua istruzione e poi studiò alla Scuola teologica di Tsaritsani, dove insegnò al grande economista di Oikonomon. Nel 1824 si recò nella diocesi di Serres per rimuovere i resti di un monaco. Il metropolita di Serres fu impressionato dalla sua cultura e dalla sua condotta e lo tenne vicino ordinandolo presbitero presso il Monastero di Sparmos Elassonas, e in seguito protosincello. Nel 1827, il metropolita Porfirio fu trasferito nella metropolia di Mitilene e fu seguito da Callinico in qualità di protosincello. Nel 1830 fu mandato dai Padri a Drama come custode della proprietà del Monastero di Sparmos. Da lì fu chiamato come protosincello del Patriarcato di Costantinopoli.
Dopo la morte di Porfirio, fu ordinato vescovo (1851) e subentrò come metropolita di Mitilene fino al 1853 o 1855, quando fu trasferito a Salonicco. Come metropolita di Mitilene, riformò il diritto di famiglia, costruì a sue spese il Santo Tempio di Agios Therapontas e ricostruì la Chiesa di Panagia Agiasos, rafforzando in vari modi le attività di beneficenza della sua Metropolia.
Nel 1853 fu trasferito nella metropolia di Salonicco e nel 1858 fu eletto al Patriarcato di Alessandria. Come Patriarca di Alessandria, costruì a sue spese il Santo Tempio dell'Assunzione della Vergine Maria nella sua città natale, una scuola ancora in attività, mentre acquistò a sue spese l'intero villaggio dai Turchi e lasciò un vitalizio a un monastero di 300 sterline ottomane per gli stipendi degli insegnanti. Ebbe l'onore di indossare le vesti del patriarca ecumenico martire Gregorio. Tentò senza successo di portare a termine l'unificazione con la Chiesa copta, mentre contribuì in modo decisivo alla soluzione della "questione della prateria".
Il 24 maggio 1861 abdicò per motivi di salute. Durante un'elezione per il Patriarca ecumenico di Costantinopoli, venne votato contro la propria volontà e non accettò il trono. Morì a Mitilene il 12 luglio 1889 e il suo funerale divenne una spesa pubblica per ordine del Sultano. Tutte le autorità politiche, economiche, militari e consolari dell'isola di Mitilene erano presenti al funerale, mentre il patriarca era onorato da un corpo dell'esercito ottomano e da un corpo greco come segno di onore e riconoscimento. È particolarmente onorato a Skotina come un grande benefattore. Il suo busto si trova nella piazza centrale di Ano Skotina, ma anche a Mitilene.